# Список угрожаемых видов многоножек
Список угрожаемых видов многоножек содержит перечень видов членистоногих из классов губоногих (Chilopoda) и двупарноногих (Diplopoda), объединяемых в надкласс Myriapoda, которым Международным союзом охраны природы и природных ресурсов (МСОП) присвоены охранные статусы «Уязвимый вид» (Vulnerable species, ), «Вымирающий вид» (Endangered species, ) либо «Вид на грани исчезновения» (Critically Endangered species, ). В настоящее время в Красный список угрожаемых видов МСОП (The IUCN Red List of Threatened Species) занесено 93 редких и исчезающих вида многоножек, из них 19 видов — уязвимые, 37 видов — вымирающие и ещё 37 видов — находящиеся на грани исчезновения. Ещё 3 вида двупарноногих многоножек значатся в данном списке как уже полностью вымершие (категория «Исчезнувший вид», Extinct species, ). Они также представлены в этом перечне.

## КлассГубоногие(Chilopoda)

### ОтрядGeophilomorpha— Геофилы
Ityphilus melanostigmus
 Mecistocephalus cyclops
 Mecistocephalus megalodon
 Mecistocephalus sechellarum

### ОтрядLithobiomorpha— Костянки
Australobius abbreviatus
 Australobius inflatitarsis
 Australobius sechellarum

### ОтрядScolopendromorpha— Сколопендровые
Scolopendra abnormis

### ОтрядScutigeromorpha— Мухоловки
Seychellonema gerlachi

## КлассДвупарноногие(Diplopoda)

### ОтрядPolydesmida— Многосвязы
Diglossosternoides curiosus
 Eutrichodesmus griseus
 Hyperothrix orophura
 Orthomorpha crinita

### ОтрядPolyzoniida
Rhinotus albifrons
 Rhinotus crassiceps
 Rhinotus densepilosus
 Rhinotus vanmoli

### ОтрядSiphonophorida
Gonatotrichus silhouettensis
 Pterozonium braueri
 Pterozonium tropiphorum

### ОтрядSphaerotheriida
Microsphaerotherium anjozorobe
 Sechelliosoma forcipatum
 Sphaeromimus andrahomana
 Sphaeromimus inexpectatus
 Sphaeromimus lavasoa
 Sphaeromimus saintelucei
 Sphaeromimus splendidus
 Sphaeromimus titanus
 Zoosphaerium alluaudi
 Zoosphaerium arborealis
 Zoosphaerium darthvaderi
 Zoosphaerium heleios
 Zoosphaerium piligerum
 Zoosphaerium priapus
 Zoosphaerium pseudopriapus
 Zoosphaerium solitarium
 Zoosphaerium tainkintana
 Zoosphaerium tampolo
 Zoosphaerium trichordum
 Zoosphaerium voeltzkowianum
 Zoosphaerium xerophilum

### ОтрядSpirobolida
Alluviobolus antanosy
 Alluviobolus laticlavius
 Alluviobolus tsimelahy
 Aphistogoniulus aridus
 Aphistogoniulus corallipes — эндемик острова Мадагаскар, где обитает только в низинном тропическом лесу Манантантели, небольшом изолированном участке леса, сохранившемся на юго-востоке острова. Этот лес не охраняется и быстро исчезает из-за интенсивной вырубки и преобразования территории под сельскохозяйственные нужды, что приводит к постоянному снижению численности вида. Вся площадь ареала этого вида многоножек составляет около 10 км².
 Aphistogoniulus hova
 Aphistogoniulus infernalis — эндемик острова Мадагаскар, обитает в низинных и горных тропических лесах Grand Lavasoa, Sainte Luce и Isaka-Ivondro, произрастающих на горном хребте Андохахела (Andohahela) на юго-востоке острова. Хотя эти леса официально охраняются, по факту местное население проводит их вырубку и выжигание, что приводит к постоянному уменьшению их площади. Общая площадь ареала вида составляет около 890 км².
 Aphistogoniulus jeekeli
 Aphistogoniulus sanguineus
 Colossobolus aculeatus
 Colossobolus litoralis
 Colossobolus minor
 Colossobolus pseudoaculeatus
 Colossobolus semicyclus
 Eucarlia alluaudi
 Eucarlia hoffmani
 Eucarlia mauriesi
 Eucarlia urophora
 Flagellobolus pauliani
 Granitobolus endemicus
 Hylekobolus andasibensis
 Hylekobolus griseus
 Hylekobolus latifrons
 Ostinobolus subterraneus
 Riotintobolus aridus
 Riotintobolus mandenensis
 Riotintobolus minutus
 Spirobolellus praslinus
 Spirobolellus simplex
 Spiromanes braueri
 Spiromanes sechellarum
 Spiromimus albipes
 Spiromimus dorsovittatus
 Spiromimus litoralis
 Spiromimus namoroka
 Spiromimus scapularis
 Spiromimus voeltzkowi

### ОтрядSpirostreptida
Doratogonus avius
 Doratogonus barbatus
 Doratogonus furculifer
 Doratogonus herberti
 Doratogonus hoffmani
 Doratogonus infragilis
 Doratogonus major
 Doratogonus meridionalis
 Doratogonus minor
 Doratogonus natalensis
 Doratogonus precarius
 Doratogonus rubipodus
 Doratogonus septentrionalis
 Doratogonus zuluensis
 Plusioglyphiulus boutini
 Sechelleptus seychellarum — эндемик Сейшельских островов, где встречается на 14 мелких островах. Обитает в лесах, где является основным детритофагом.
 Sechelleptus unilineatus

### ОтрядStemmiulida
Eostemmiulus caecus